# Curtiss No. 1
El Curtiss No. 1, también conocido como Curtiss Gold Bug o Curtiss Golden Flyer, fue uno de  los primeros aviones experimentales estadounidenses de la década de 1900, siendo el primer avión diseñado y construido por Glenn Curtiss de forma independiente.

## Desarrollo
Tras su éxito diseñando aeronaves para la Aerial Experiment Association, Glenn Curtiss formó su propia compañía, la Herring-Curtiss Company, en marzo de 1909, en asociación con Augustus Herring. Antes el mismo mes, la Aeronautical Society of New York había encargado a Curtiss un nuevo avión. El Curtiss No. 1 fue el primer avión diseñado y construido por Curtiss. Él mismo lo voló para ganar el trofeo Scientific American (que ya había ganado anteriormente con el AEA June Bug que también había diseñado). Animado por este éxito, Curtiss presentó el avión en la primera muestra aérea internacional a celebrar en Reims, en Francia, en agosto del mismo año. Antes de la competición internacional, la aeronave se estrelló y resultó muy dañada; Curtiss decidió no reconstruir el avión y construir otro nuevo para presentarlo al concurso, el Curtiss Reims Racer.

## Especificaciones
Referencia datos: Curtiss

### Características generales
- Tripulación: Uno (piloto)
- Longitud: 9,25 m
- Envergadura: 8,76 m
- Planta motriz: 1× motor lineal de cuatro cilindros refrigerado por agua Curtiss C-4.
  - Potencia: 19 kW (25 hp) a 22 kW (30 hp)
- Hélices: Bipala propulsora

### Rendimiento
- Velocidad máxima operativa (Vno): 72 km/h